# Rašića Gaj
Rašića Gaj (en serbe cyrillique : Рашића Гај) est un village de Bosnie-Herzégovine. Il est situé dans la municipalité de Vlasenica et dans la république serbe de Bosnie. Selon les premiers résultats du recensement bosnien de 2013, il compte 49 habitants.

## Histoire
Au cours de l'été 1941, un massacre de civils Serbes (en) y est perpétré par les Oustachis de l'État indépendant de Croatie.

## Démographie

### Évolution historique de la population dans la localité
| 1948 | 1953 | 1961 | 1971 | 1981 | 1991 | 2013 |
| ---- | ---- | ---- | ---- | ---- | ---- | ---- |
| -    | -    | 154  | 200  | 216  | 218  | 49   |

|  |